# Сави, Паоло
Паоло Сави (итал. Paolo Savi; 11 июля 1798, Пиза, Тоскана — 5 апреля 1871, Пиза, Тоскана) — итальянский геолог и орнитолог. Сын Гаэтано Сави, ботаника и миколога. Член-корреспондент Академии деи Линчеи (1860).

## Биография
В юношестве занялся зоологией и сравнительной анатомией, а также ботаникой, в 1819—1823 годах состоял помощником своего отца, профессора Пизанского университета. С 1821 года являлся помощником профессора естественной истории Джорджо Санти, после смерти которого начал читать лекции вместо него и в 1823 году стал профессором естественной истории и минералогии, а также директором университетского музея.
В это время он занимался исследованием тосканской фауны, в особенности орнитологии, а также выступал таксидермистом, наполняя таким образом собрание музея. В 1824 году путешествовал по Италии, в 1828 году ездил в Париж.
В 1828—1829 годах переключился с зоологии на геологию, поскольку его геологические исследования финансировал Великий герцог Тосканский. В 1828—1829 за счёт герцога совершил геологические поездки по Апеннинам, а 1830 — в Германию, в 1833 — в Вольтерру и на Эльбу. Также в 1830-х годах герцог профинансировал строительство нового хранилища для геологических экспонатов и амфитеатра рядом с музеем.
Однако в 1841 году Сави отказался занять учреждённую герцогом кафедру геологии, сославшись на то, что перенесённая им малярия мешает совершать тяжёлые поездки, и собрался прекратить занятия геологией. Однако профессором геологии был назначен Леонардо Пилла, придерживавшийся позиций катастрофической школы Жана-Батиста Эли де Бомона и Леопольда фон Буха, считавших вулканы появившимися мгновенно из-за огромного выделения энергии. При этом сам Сави был сторонником противоположной позиции, что вулканы возникли постепенно, выдвигавшейся Чарлзом Лайелем и Луи Констаном Прево. Сави вернулся к занятиям геологией и он и Пилла активно соперничали друг с другом, публикуя статьи и читая доклады, вплоть до смерти Пиллы в 1848 году.
Из-за болезни и семейных проблем к 1850—1851 году замедлил научную деятельность в области геологии, при этом частично вернулся к занятиям зоологией, подготовив работу «Итальянская орнитология» (итал. Ornitologia italiana), опубликованную уже после его смерти.
В 1862 году был назначен вице-председателем флорентийского Комитета по подготовке и созданию геологической карты Италии (итал. Comitato per preparare i lavori della Carta geologica d’Italia), однако не принимал участия в деятельности комитета. В 1862 году был назначен членом Сената, но по состоянию здоровья не приступил к выполнению своих обязанностей.

## Работы
- Ornitologia toscana, I—III (Pisa 1827—1831);
- Sopra la talpa cieca degli antichi (Pisa 1822);
- Carta geologica dei Monti Pisani (Pisa 1832);
- Studi geologici sulla Toscana (Pisa 1833);
- Sulla scorza del globo terrestre e sul modo di studiarla (Pisa 1834);
- Alcune considerazioni sulla cattiv’aria delle Maremme toscane (Pisa 1839);
- Sopra i carboni fossili dei terreni mioceni delle Maremme toscane (Pisa 1843)
- Sull’efficacia dello zolfo per guarire la malattia delle viti (Pisa 1861);
- Saggio sopra la costituzione geologica della Provincia di Pisa (Pisa 1863);
- Ornitologia italiana, I—III (Firenze 1873—1876).